# Galaksehob
En galaksehob er en samling af galakser, der er bundet til hinanden af tyngdekraften, således at de roterer om et fælles lokalt tyngdepunkt.
En galaksehob kan have mange størrelser, lige fra små hobe med kun tre eller fire galakser, til meget store hobe med tusindvis af galakser over et område på mere end ti millioner lysår. En typisk galaksehob består af nogle hundrede eller tusinde galakser. Afstanden mellem galakserne i en galaksehob er vanligvis 1-2 millioner lysår, mens afstanden mellem hobene kan være op til 100 millioner lysår.
Vor galakse, Mælkevejen, udgør sammen med blandt andet Andromedagalaksen (M31) og en række dværggalakser, en hob, der kaldes Den lokale galaksegruppe.
Galaksehobe grupperer sig i superhobe.
| Portal | Portal:Astronomi |